# Доля барабанщика (фільм, 1955)
Про однойменний фільм 1976 року див. Доля барабанщика (фільм, 1976)
«Доля барабанщика» (рос. Судьба барабанщика) — радянський художній фільм 1955 року, екранізація однойменної повісті Аркадія Гайдара.

## Сюжет
Дія картини відбувається в СРСР в 1930-ті роки. Піонер Сергій, син заарештованого за втрату секретних документів інженера Баташова, випадково виявляється помічником шпигуна, котрий представився дядьком. Але хлопчик, ризикуючи життям і проявляючи пильність, викриває ворогів і хоче передати їх чекістам. Намагаючись не дати сховатися ворогам, отримує поранення.

## У ролях
- Данило Сагал —  інженер Петро Олександрович Баташов
- Сергій Ясинський —  Сергій, син Баташова
- Алла Ларіонова —  Валентина, мачуха Сергія
- Андрій Абрикосов —  Микола Половцев, директор оборонного заводу
- Віктор Хохряков —  «дядя Вася», шпигун
- Клавдія Половикова —  бабка, завгосп київського дитсадка
- Олександр Лебедєв —  Юрка Ковякін, дворова шпана
- Василь Краснощоков —  «Гачконосий», злодій
- Леонід Пирогов —  «дід Яків», шпигун
- Микола Тимофєєв —  інженер Грачковський
- Боря Бурляєв —  Славка, син Грачковского
- Георгій Мілляр —  Ніколя, сторож дитсадка, син бабки
- Лев Потьомкін —  лахмітник
- Лев Лобов —  Віктор Бєляєв, «новий муж» Валентини
- Олександр Лук'янов —  начальник підрозділу НКВС
- Олексій Добронравов —  двірник
- Михайло Глузський —  співробітник міліції
- Валентина Рогачова —  Ніна, дочка Половцева
- Валентина Телегіна —  тітка Таня, прибиральниця
- Микола Нікітіч —  дід у кіоску
- Віра Петрова —  піонервожата

## Знімальна група
- Автор сценарію:  Лія Солом'янська
- Режисер-постановник:  Віктор Ейсимонт
- Оператор:  Борис Монастирський
  - Асистенти оператора:  Інна Зараф'ян, А. Ніколаєв
- Художник:  Олександр Діхтяр
  - Асистент художника: С. Серебрянников
- Композитор:  Лев Шварц
- Звукооператор: М. Писарєв
- Режисер:  Марія Федорова
- Асистент режисера: І. Сафарова
- Монтаж: Р. Шор
- Комбіновані зйомки: оператор  Віра Шоліна, художник А. Крилов
- Текст пісні:  Яків Аким
- Редактор:  Семен Клебанов
- Художник по костюмах:  Ельза Раппопорт
  - Асистент майстра по костюмах:  Маріам Биховська
- Гример: К. Купершмідт
- Директор: В. Чайка
- Диригент: Григорій Гамбург